# Ceaikîne, Novhorod-Siverskîi
Ceaikîne (în ucraineană Чайкине) este localitatea de reședință a comunei Ceaikîne din raionul Novhorod-Siverskîi, regiunea Cernihiv, Ucraina.

## Demografie
Componența lingvistică a localității Ceaikîne
     Ucraineană (62,5%)
     Rusă (37,5%)
Conform recensământului din 2001, majoritatea populației localității Ceaikîne era vorbitoare de ucraineană (62,5%), existând în minoritate și vorbitori de rusă (37,5%).